# Кліцьківська сільська рада
Кліцьківська сільська рада  — колишній орган місцевого самоврядування у Городоцькому районі Львівської області з центром у с. Кліцько. Утворена в 1945 році.

## Населені пункти
Сільраді були підпорядковані населені пункти:
- с. Кліцько
- с. Андріянів
- с. Заболоття
- с. Якимчиці

## Склад ради
- Сільський голова: Рубаха Іван Франкович, 1969 року народження, освіта вища, безпартійний
- Секретар сільської ради: Копер Світлана Олексіївна
- Загальний склад ради: 16 депутатів

## Депутати
Результати місцевих виборів 2010 року за даними ЦВК.
| № зп                                                | № округу                                            | Прізвище, ім'я, по батькові                         | Дата визнання обраним                               | Відомості про обраного депутата                                                                                 |
| Політична партія Всеукраїнське об'єднання «Свобода» | Політична партія Всеукраїнське об'єднання «Свобода» | Політична партія Всеукраїнське об'єднання «Свобода» | Політична партія Всеукраїнське об'єднання «Свобода» | Політична партія Всеукраїнське об'єднання «Свобода»                                                             |
| --------------------------------------------------- | --------------------------------------------------- | --------------------------------------------------- | --------------------------------------------------- | --- |
| 1                                                   | 2                                                   | Кушик Іван Романович                                | 01.11.2010                                          | Освіта вища, член Всеукраїнського об'єднання «Свобода», тимчасово не працює                                     |
| 2                                                   | 7                                                   | Шведа Олександра Романівна                          | 01.11.2010                                          | Освіта середня спеціальна, член Всеукраїнського об'єднання «Свобода», Городоцький РТРЦ СО, соціальний працівник |
| 3                                                   | 9                                                   | Шемелинець Руслана Осипівна                         | 01.11.2010                                          | Освіта середня спеціальна, член Всеукраїнського об'єднання «Свобода», тимчасово не працює                       |
| Самовисування                                       |                                                     |                                                     |                                                     | |
| 1                                                   | 1                                                   | Дудок Михайло Миколайович                           | 15.11.2010                                          | Освіта середня спеціальна, позапартійний, Львівгаз, м. Львів                                                    |
| 2                                                   | 3                                                   | Ярчук Ольга Володимирівна                           | 01.11.2010                                          | Освіта середня, позапартійна, тимчасово не працює                                                               |
| 3                                                   | 4                                                   | Юзич Олександра Василівна                           | 01.11.2010                                          | Освіта середня, член Народного Руху України, Фабрика іграшок, художник                                          |
| 4                                                   | 5                                                   | Кузяків Ольга Іванівна                              | 01.11.2010                                          | Освіта середня спеціальна, позапартійна, фельдшерсько-акушерський пункт с. Кліцко, завідувач                    |
| 5                                                   | 6                                                   | Кагуй Зеновій Богданович                            | 01.11.2010                                          | Освіта середня, позапартійний, тимчасово не працює                                                              |
| 6                                                   | 8                                                   | Мірйо Михайло Іванович                              | 01.11.2010                                          | Освіта середня спеціальна, позапартійний, пенсіонер                                                             |
| 7                                                   | 10                                                  | Рубаха Ганна Петрівна                               | 01.11.2010                                          | Освіта середня спеціальна, член Політичної партії «Наша Україна», Городоцький РТРЦ СО, соціальний працівник     |
| 8                                                   | 11                                                  | Цекот Марія Володимирівна                           | 01.11.2010                                          | Освіта середня, позапартійна, Фабрика іграшок, пакувальник                                                      |
| 9                                                   | 12                                                  | Копер Світлана Олексіївна                           | 01.11.2010                                          | Освіта вища, член Політичної партії «Наша Україна», Кліцьківська сільська рада, секретар ради                   |
| 10                                                  | 13                                                  | Проць Іван Петрович                                 | 01.11.2010                                          | Освіта середня, позапартійний, Фабрика іграшок, технік-енергетик                                                |
| 11                                                  | 14                                                  | Рубаха Володимир Мар'янович                         | 01.11.2010                                          | Освіта вища, позапартійний, Калушський НГ, механік по вишкобудуванню                                            |
| 12                                                  | 15                                                  | Белей Оксана Михайлівна                             | 01.11.2010                                          | Освіта середня спеціальна, член Народного Руху України, Фабрика іграшок, розмальовник                           |
| 13                                                  | 16                                                  | Павлишин Стефан Миколайович                         | 01.11.2010                                          | Освіта середня, позапартійний, тимчасово не працює                                                              |

### Керівний склад ради
| ПІБ                     | Основні відомості                                                 | Дата обрання | Дата звільнення |
| ----------------------- | ----------------------------------------------------------------- | ------------ | --------------- |
| Михасик Микола Петрович | Сільський голова, 1954 року народження, освіта                    | 26.03.2006   | 31.10.2010      |
| Рубаха Іван Франкович   | Сільський голова, 1969 року народження, освіта вища, безпартійний | 31.10.2010   |                 |

Примітка: таблиця складена за даними джерела

## Економіка
Зареєстровано 16 приватних підприємців. Із найпотужніших діючих підприємств — ТОВ «Фабрика іграшок», яка займається виробництвом штучних ялинок і прикрас до них. Тут працевлаштовано понад 100 краян. Близько 20 осіб трудиться на ТОВ «Кокер», яке займається виготовленням кахлевих печей, камінів. Окрім того, на території сільської ради функціонують приватні підприємства «Тібо», «Косар», керівники яких придбали колишні колгоспні ферми, токи. Тут вони виготовляють бруківку, меблі, покриття для стель, шлако- та піноблоки, вигодовують свиней тощо.